# Incident des F-84 Thunderstreak de 1961
Guerre froide
L'incident des F-84 Thunderstreak de 1961, qui se produisit le 14 septembre 1961, est un événement de la guerre froide au cours duquel deux F-84 Thunderstreak de l'escadron Jagdbombergeschwader 32 (« JaBoG 32 ») de la Luftwaffe firent une incursion dans l'espace aérien est-allemand à la suite d'une erreur de navigation, avant de finalement se poser en sécurité à l'aéroport de Berlin-Tegel. Les deux avions parvinrent à échapper à de nombreux chasseurs soviétiques en trouvant refuge à l'intérieur d'une épaisse couche nuageuse, mais également grâce aux directives du contrôleur aérien du Centre de contrôle du trafic aérien de la United States Air Force (USAF), à l'aéroport de Berlin-Tempelhof, qui enjoignit aux deux avions de se poser directement à Berlin plutôt que de faire demi-tour et de risquer de rencontrer les chasseurs partis les intercepter.
L'événement s'est déroulé pendant une période de vives tensions entre l'Allemagne de l'Ouest et l'Allemagne de l'Est ; le mur de Berlin avait été construit à peine un mois auparavant, isolant totalement Berlin-Ouest de Berlin-Est et du reste de la RDA. Il a de plus eu lieu trois jours avant des élections fédérales en Allemagne de l'Ouest.

## Contexte

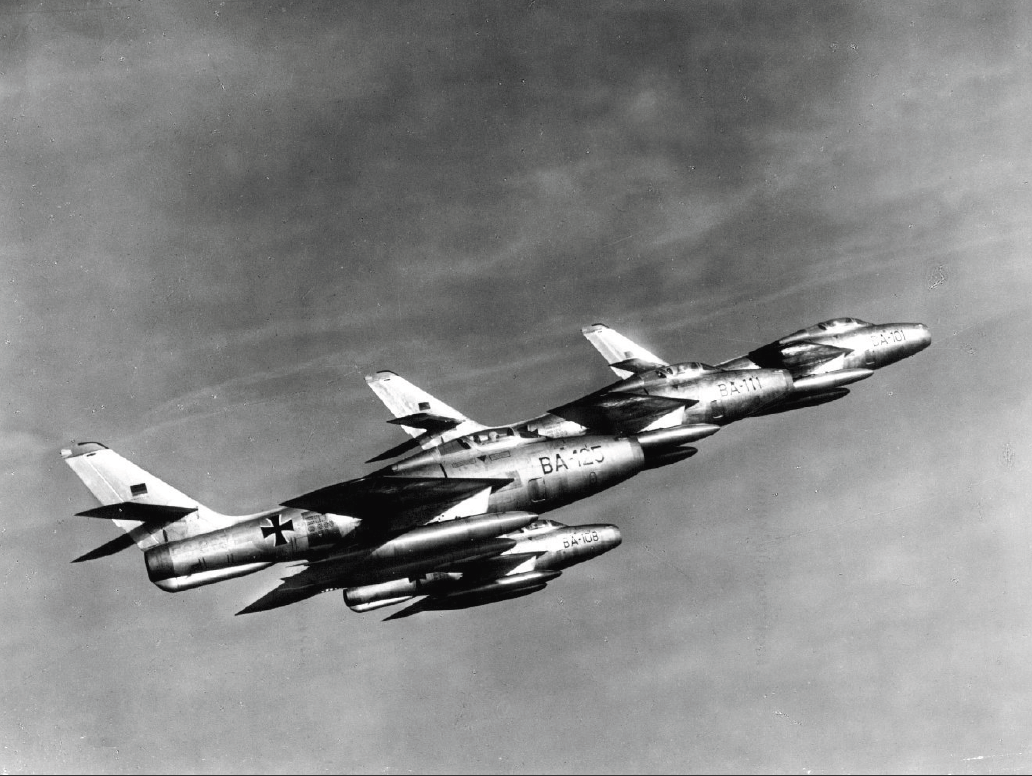
Une formation de F-84F ouest-allemands.

Au cours de cette période, les violations de l'espace aérien à la frontière entre les Allemagnes de l'Ouest et de l'Est sont monnaie courante. Chaque mois, ce sont en moyenne deux avions de pays membres de l'Organisation du traité de l'Atlantique nord (OTAN) qui violent l'espace aérien est-allemand, tandis qu'un nombre encore plus important d'appareils soviétiques traversent la frontière et survolent le territoire ouest-allemand. On compte 38 violations de l'espace aérien ouest-allemand par des aéronefs soviétiques dans un intervalle de seulement quatre semaines, entre août et septembre 1961. Certaines violations sont délibérées, pour déterminer par exemple les capacités de réaction du côté opposé, alors que d'autres sont involontaires, résultant d'erreurs causées par la difficulté à déterminer le tracé de la frontière depuis le ciel ou encore de déplacement volontaire des balises de radionavigation par les Allemands de l'Est.
Entre la fin de la Seconde Guerre mondiale et la réunification allemande, les avions est-allemands n'ont pas l'autorisation de survoler Berlin-Ouest, qu'ils soient militaires ou civils. Les trois couloirs aériens existants menant à la ville ne sont ouverts qu'aux avions des trois alliés occidentaux de la Seconde Guerre mondiale : les États-Unis, la France et le Royaume-Uni.
Plusieurs incidents conduisant à des tirs, voire à des destructions d'avions par les forces du bloc de l'Est, ont eu lieu le long du Rideau de fer depuis le début de la guerre, dont la bataille aérienne de Merklín, le 10 mars 1953, où un MiG-15 tchécoslovaque abattit un F-84 Thunderjet américain, et la destruction d'un Avro Lincoln britannique deux jours plus tard par des MiG-15 soviétiques.

## Incident
Le 14 septembre 1961, sous le nom de code « Checkmate », le haut commandement de l'OTAN mobilise les forces aériennes de la France, de la Belgique, des Pays-Bas, du Danemark et de l'Allemagne de l'Ouest dans l'objectif de réaliser un exercice militaire. Dans le cadre de celui-ci, les jagdbombers (chasseurs-bombardiers) du Jagdbombergeschwader 32 (« JaBoG 32 ») basé à Lechfeld, au sud d'Augsbourg, devaient voler le long d'une route triangulaire de Wurtzbourg à Laon — en France — puis vers Memmingen.
Deux chasseurs-bombardiers F-84, pilotés par le Feldwebel Peter Pfefferkorn et le Stabsunteroffizier Hans Eberl, perdirent leur route pendant ce vol, le compas de Pfefferkorn donnant des erreurs d'affichage comprises entre 40 et 60°. De plus, un vent d'ouest plus fort que prévu soufflait sur le trajet des deux appareils. Sur leur trajet reliant Wurtzbourg à Laon, les deux pilotes furent tellement désorientés qu'ils prirent Liège, en Belgique, pour la ville de Reims, en France.
Peu après, les deux appareils sont détectés par les stations radar de l'OTAN près de Warburg, dans le sud de la Westphalie, faisant route vers l'est dans la direction de Königs Wusterhausen, une ville située à environ 30 km au sud de Berlin. Les deux pilotes manquent un appel radio provenant des stations radar leur conseillant de faire demi-tour, car les deux appareils sont au même moment en train de communiquer entre eux pour essayer de se situer.
Ce n'est qu'au nord de Leipzig, en plein espace aérien est-allemand, que Pfefferkorn émet un signal de Mayday, qui est relevé — à sa grande surprise — par l'aéroport sous contrôle français à Tegel, à Berlin-Ouest. Ce dernier donne aux pilotes la permission d'atterrir. Les avions ne sont initialement pas remarqués par l'opérateur radar de l'aéroport Berlin-Tempelhof parce qu'il est déjà occupé par un Douglas DC-6 de la Pan Am. Au moment où celui-ci repère les deux appareils, ils sont déjà pourchassés depuis un moment par de nombreux chasseurs soviétiques. Un employé au centre de régulation du trafic aérien de Berlin ordonne aux deux pilotes de ne pas rebrousser chemin — au risque de rencontrer les avions partis les intercepter — mais de faire route vers l'aéroport de Tegel, car il possède une piste plus longue que celle de Tempelhof, plus adaptée pour y faire atterrir des avions à réaction. Grâce aux actions de cet employé et à la couverture nuageuse importante présente ce jour-là, que les deux pilotes peuvent utiliser pour se cacher, Pfefferkorn et Eberl parviennent à échapper à leurs poursuivants et se posent sans incident à Tegel.

## Réactions

### Internationales
Immédiatement après l'atterrissage des deux avions, les autorités françaises présentes à l'aéroport de Tegel expliquent aux autorités soviétiques présentes à Berlin-Est qu'en raison de difficultés techniques, un atterrissage d'urgence des deux avions est absolument nécessaire.
Franz Josef Strauß, alors ministre fédéral de la Défense en Allemagne de l'Ouest, présente ses excuses auprès de l'ambassadeur soviétique à Bonn à propos de l'incident, par le biais de son secrétaire d'État, Volkmar Hopf. Le gouvernement de l'Union soviétique demeure silencieux pendant plusieurs jours, avant, finalement, de protester officiellement contre la « provocation » ouest-allemande et de menacer d'abattre tout appareil impliqué si l'incident venait à se reproduire.
Le commandement soviétique en Allemagne de l'Est est assez mécontent de ce vol en toute impunité de deux chasseurs occidentaux à travers son espace aérien. Il fait toutefois le choix d'en accuser la mauvaise météo, plutôt que de condamner l'incapacité de son réseau de contrôle terrestre à guider ses chasseurs vers ceux de l'ennemi.

### Locales

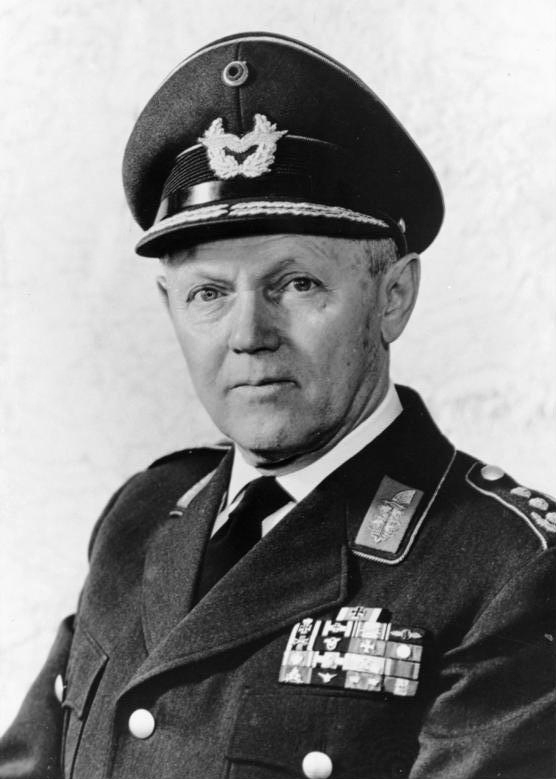
Josef Kammhuber.

Willy Brandt, chef du parti de l'opposition SPD pour les élections fédérales à venir et maire de Berlin-Ouest, demande comment deux pilotes peuvent être placés dans une situation où ils seraient forcés de violer les conventions internationales pendant une période de relations tendues entre l'Est et l'Ouest. Initialement, Strauß annonce la mise en place d'une enquête pointilleuse sur l'incident. Toutefois, lui et Josef Kammhuber, inspecteur de la force aérienne (en allemand : Inspekteur der Bundesluftwaffe), transfèrent le commandant du JaBog 32, l'Oberstleutnant Siegfried Barth, tout en annonçant que tout commandant dont l'unité violerait les frontières serait immédiatement remplacé.
Lorsque Kammhuber annonce son ordre à Lechfeld le jour suivant, il reçoit le surnom de « Bier Order 61 » (en français : « Ordre Bière 61 ») car il est formulé tard dans la nuit autour de quelques verres partagés par Kammhuber et Strauß. Barth, commandant du JaBog 32, n'est pas interrogé à propos de l'incident et n'est pas autorisé à parler pendant la visite de Kammhuber. À la place, le Generalleutnant Martin Harlinghausen, officier supérieur de Barth, qui tient tête en 1944 à Hermann Göring, prend le parti de Barth et demande que soit menée une enquête dans les règles.
Deux semaines plus tard, Harlinghausen se voit contraint de prendre une « retraite anticipée ». Les sous-officiers du JaBog 32 envoient une lettre à Strauß demandant que Barth reste à son poste, mais elle demeure sans réponse. Finalement, une réelle enquête est menée et elle déclare Barth innocent, un résultat inacceptable aux yeux de Kammhuber, qui lance une seconde enquête à la suite de laquelle l'Oberstleutnant est déclaré partiellement en faute. Une troisième enquête suit, celle-ci déclarant à nouveau Barth innocent. Ce dernier dépose ensuite officiellement une plainte contre Franz-Josef Strauß. Strauß, en tant que ministre fédéral de la Défense, ordonne à tous les témoins de l'affaire — les généraux Kammhuber, Harlinghausen, Werner Panitzki et Werner Streib, ainsi que les lieutenant-colonels Walter Krupinski et Walter Grasemann — de garder le silence, tous étant des militaires et donc sous ses ordres. Cependant, ses actions menant à la démission de Barth sont jugées fautives et ce dernier peut retourner à son poste. Strauß, cependant, ignore cette décision jusqu'à ce qu'Hellmuth Heye, ombudsman pour l'armée, le force à l'accepter. Strauß lui-même est plus tard forcé de quitter son poste de ministre, à la suite de l'affaire du Spiegel, en 1962. Kammhuber quitte ses fonctions au cours de la même année.

## Conséquences
Dès leur arrivée à Tegel, les deux avions sont immédiatement dissimulés dans des hangars et les journalistes reçoivent l'interdiction de les photographier. Pendant de nombreuses années après l'incident, il est supposé que les deux avions sont repeints aux couleurs de la United States Air Force (USAF) et renvoyés vers l'Allemagne de l'Ouest par des pilotes américains, ou qu'ils sont renvoyés vers l'Ouest en pièces détachées. L'arrivée de deux avions de transport militaire Globemaster II en provenance de Francfort-sur-le-Main à Tegel vient alimenter les spéculations sur le retour des deux F-84 dans leurs unités d'origine. Une autre théorie — qui se trouve être la vraie explication — déclare que les deux avions ont été cachés par les Français à Tegel puis enterrés sous le terrain de l'aéroport, où ils seront redécouverts par accident dans les années 1970.
Lors d'une présentation au Luftwaffenmuseum Berlin-Gatow, en 2006, des images des deux Thunderstreaks, enterrés puis redécouverts, sont présentées, éclaircissant une bonne fois pour toutes le sort des deux avions. Les pilotes des deux Thunderstreaks, Pfefferkorn et Eberl, sont interdits de vol et réaffectés à l'équipe au sol à Lechfeld. Le F-84F Thunderstreak, en service dans le JaBog 32 depuis la création de l'unité, le 22 juillet 1958, fut retiré du service le 13 juillet 1966, le Geschwader ayant en tout accumulé plus de 80 000 heures de vol avec cet appareil.

### Incident de 1962

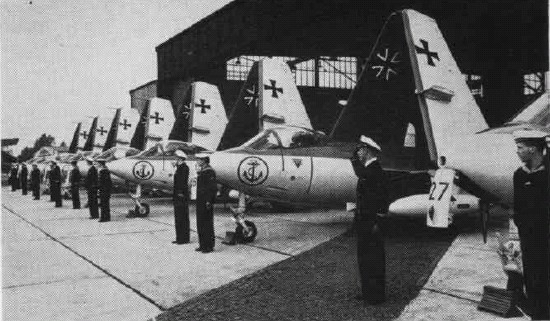
Sea Hawks du Marineflieger-Geschwader 1.

Onze mois après l'incident des F-84, la menace soviétique de détruire tout appareil violant son espace aérien se matérialisa le 18 août 1962, lorsqu’un Hawker Sea Hawk de la Marineflieger, l'aéronavale de la Bundesmarine, piloté par le Kapitänleutnant Knut Anton Winkler, fut attaqué par des chasseurs MiG-21 alors qu'il survolait accidentellement l'espace aérien est-allemand, près d'Eisenach. Winkler, de retour d'un exercice d'entraînement à bord de l'USS Saratoga dans l'océan Atlantique, dut effectuer un atterrissage d'urgence à Ahlhorn, à 45 km au sud-ouest de Brême. L'avion fut démoli par la suite.
Winkler lui-même perdit la vie au cours d'un accident de F-104 Starfighter, le 10 mai 1966.